# Estação Gare de Vénissieux

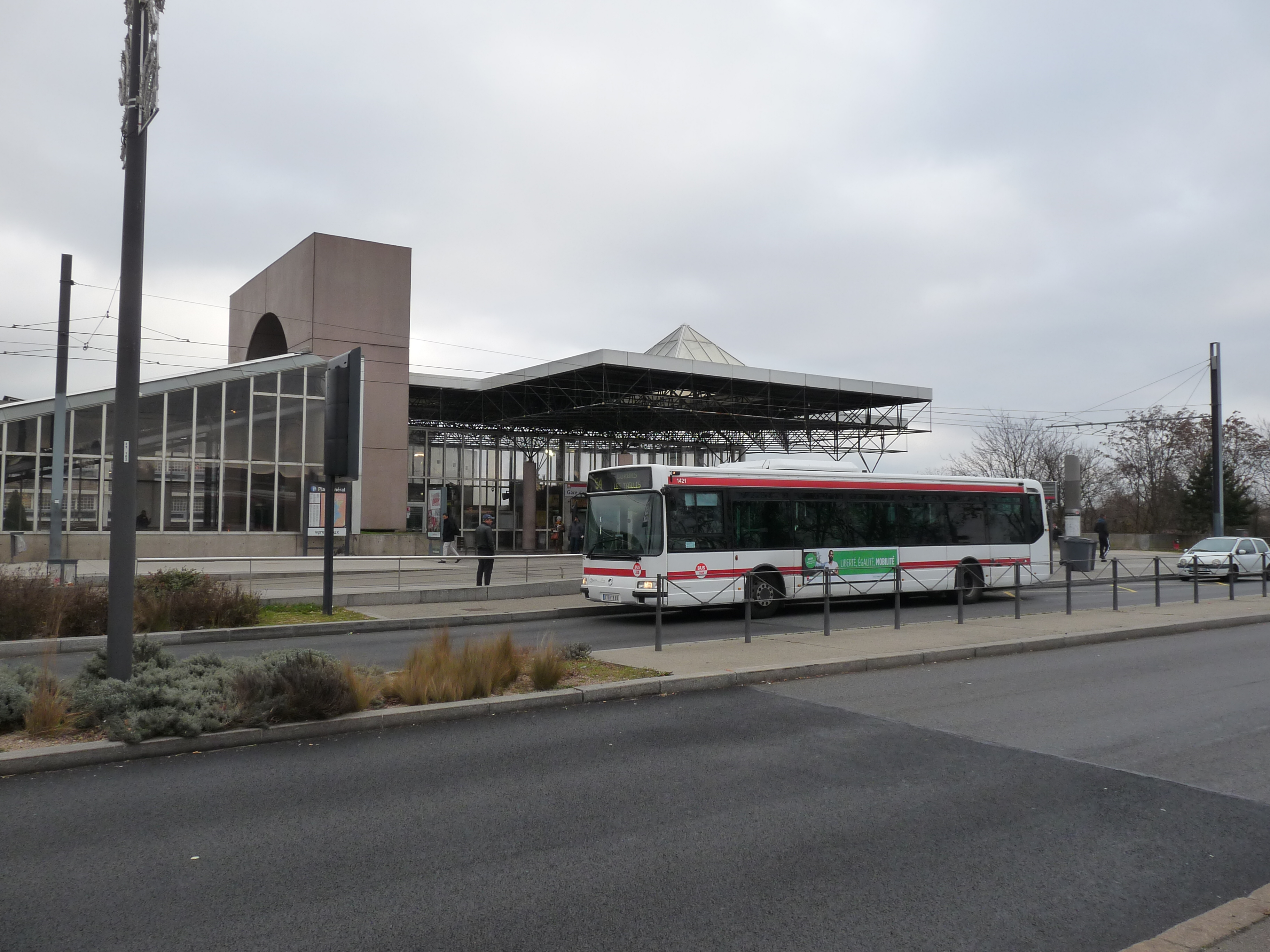
Imagem da Estação.

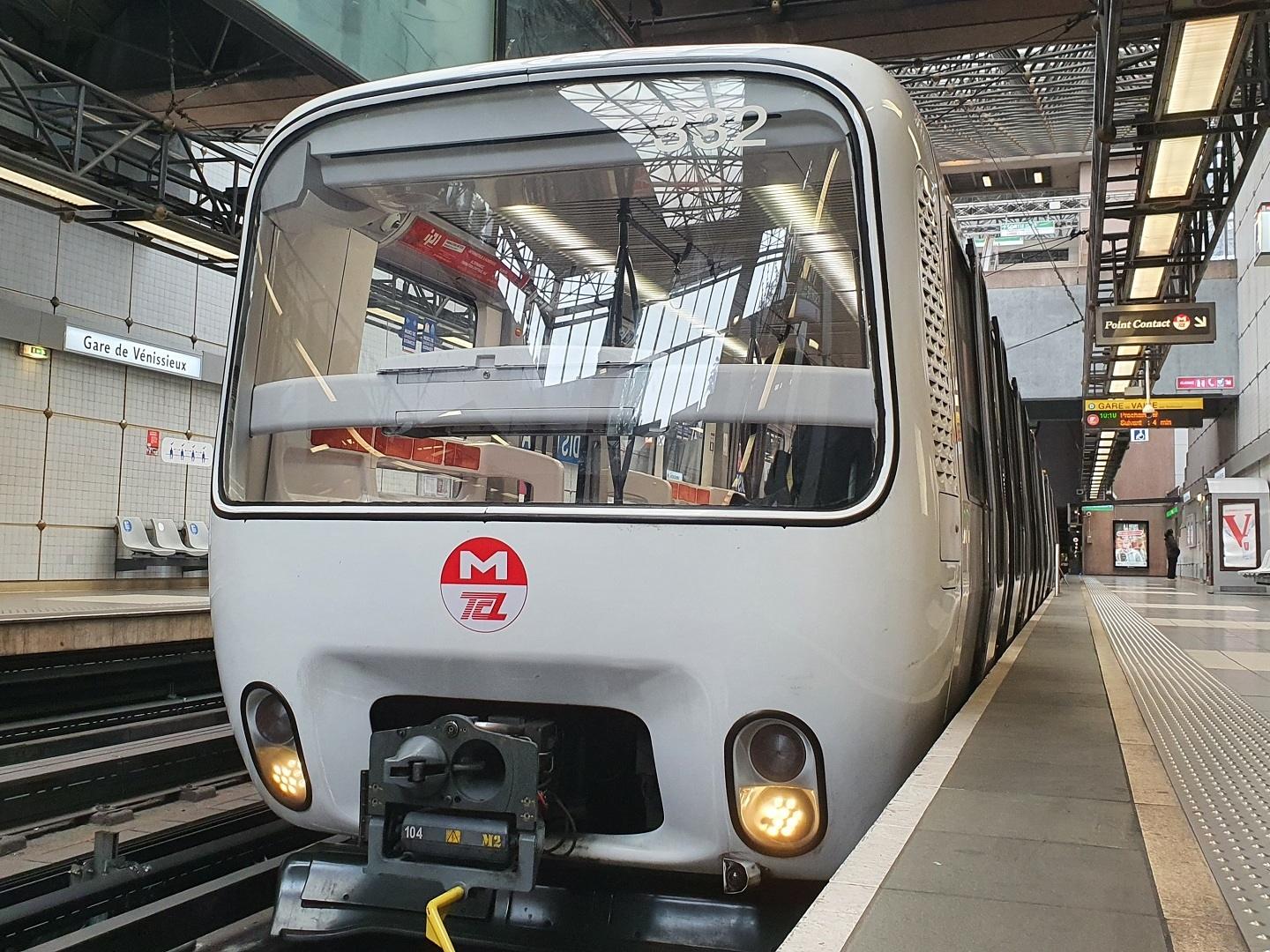
Imagem da Estação.

Gare de Vénissieux é uma das estações terminais da Linha D do metro de Lyon. Em 1992, a linha D do metrô de Lyon foi estendida até Vénissieux. Um nó multimodal está sendo construído no Boulevard Ambroise-Croizat. A estação será movida cerca de 430 metros mais para o leste para integrar este novo pólo de transporte de passageiros.